# Матильда Шаумбург-Липпская
Матильда Шаумбург-Липпская (нем. Mathilde zu Schaumburg-Lippe; 11 сентября 1818, Бюккебург, Нижняя Саксония — 14 августа 1891, Карлсруэ, Баден-Вюртемберг) — принцесса из дома Липпе, в браке — герцогиня Вюртембергская.

## Биография
Родилась в семье Георга Вильгельма Шаумбург-Липпского и его супруги Иды Вальдек-Пирмонтской.
15 июля 1843 года Матильда вышла замуж за герцога Евгения Эрдмана Вюртембергского, сына герцога Евгения Вюртембергского и Матильды Вальдек-Пирмонтской. Её супруг приходился родным племянником российской императрице Марии Фёдоровне. В браке родилось трое детей:
- Вильгельмина (1844—1892) — супруга герцога Николая Вюртемберского, в браке детей не было;
- Евгений (1846—1877) — супруг великой княжны Веры Константиновны, трое детей;
- Паулина (1854—1914) — в браке с доктором Хансом Виллемом, имела детей.

## Титулы
- 11 сентября 1818 — 15 июля 1843: Её Светлость Принцесса Шаумбург-Липпская
- 15 июля 1843 — 14 августа 1891: Её Королевское Высочество Герцогиня Вюртембергская